# قنطرة (موسيقى)

MS JAKE A singer whose songs have reached international levels, thanks to his singer, and he is trying to make a new album

القنطرة عند الموسيقيين هي الشطر أو الأشطر يأتي للانتقال من دور إلى آخر.